# Cosimo Casilli
Cosimo Casilli (Lecce, 30 maggio 1962) è un politico italiano, deputato nella XI e XIII legislatura della Repubblica Italiana.

## Biografia
Inizia la propria attività politica nel 1985 nella Democrazia Cristiana, come consigliere comunale e assessore del comune di Galatone. Nel 1990 è eletto sindaco della città, ricoprendo la carica fino al 1992.
Alle elezioni politiche del 1987 si candida alla Camera nella circoscrizione Lecce-Brindisi-Taranto, ottenendo 13.458 preferenze senza risultare eletto. Ricandidatosi nella medesima circoscrizione nel 1992, diviene deputato con 27.280 preferenze. Nella XI legislatura è membro della Commissione Affari sociali.
In seguito allo scioglimento della DC aderisce al Partito Popolare Italiano.
Alle elezioni politiche del 1992 si candida nel collegio di Nardò per il Patto per l'Italia, giungendo terzo dietro al candidato del Polo del Buon Governo Fedele Pampo, eletto, e al progressista Francesco Mandoi.
Nel 1995 è nominato dal presidente della provincia di Lecce Lorenzo Ria assessore provinciale con delega alla programmazione economica ed alle politiche comunitarie. Alle comunali del 1998 rientra, inoltre, nel consiglio comunale di Galatone.
Nel 1999 diviene deputato della XIII legislatura per l'Ulivo, subentrando, dopo elezioni suppletive, ad Adriana Poli Bortone nel collegio di Lecce. Ricandidatosi nel medesimo collegio nel 2001, viene sconfitto dal candidato della Casa delle Libertà Ugo Lisi.
Alle elezioni comunali del 2012 si candida sindaco di Galatone, sostenuto da una coalizione di centro-sinistra comprendente PD, SEL e IdV. Risulta sconfitto al secondo turno dal candidato del centro-destra Livio Nisi.
Alle elezioni politiche del 2013 è candidato nelle liste del Partito Democratico per la circoscrizione Puglia, non risultando eletto.